# Jiabangxiang (ort i Kina, Guizhou Sheng, lat 25,58, long 108,52)
Jiabangxiang (kinesiska: 加榜乡) är en ort i Kina. Den ligger i provinsen Guizhou, i den sydvästra delen av landet, omkring 220 kilometer sydost om provinshuvudstaden Guiyang. Antalet invånare är 9 899. Befolkningen består av 4 521 kvinnor och 5 378 män. Barn under 15 år utgör 22,0 %, vuxna 15-64 år 66 %, och äldre över 65 år 10,0 %.